# Amazoňan žlutokrký
Amazoňan žlutokrký (Amazona auropalliata) je druh středoamerického papouška. 

## Popis
je to typicky robustní, 36 cm velký, převážně zelený druh amazoňana. Na zadní straně krku má různě velkou žlutou skvrnu, zobák a kůže kolem oka je světle až tmavě hnědá.

## Rozšíření a biotop
Vyskytuje se od jihovýchodního Mexika po severozápadní Kostariku, pokrývá území Salvadoru, Guatemaly, Nikaraguy a Hondurasu. Obývá polosuché lesy, suché křoviny a savany, mangrovy a paseky v listnatých lesích.

## Ekologie
Páry žijí monogamně po celý život a snůška málokdy překročí dvě mláďata. Jedná se o býložravý druh, který občas přispívá k disperzi semen.

## Status ohrožení
Z důvodu úbytku a degradace habitatu způsobeného rozšiřováním zemědělství a neudržitelným obchodováním, je řazen mezi ohrožené druhy. Na území všech států, které obývá, zůstává převládající hrozba odlesňování. Populace na Kostarice je považována za nejstabilnější, ale celkově ubývá a je odhadována na 20 000 až 49 999 jedinců. Amazoňan žlutokrký je řazen v příloze I. Úmluvy o mezinárodním obchodu s ohroženými druhy volně žijících živočichů a planě rostoucích rostlin CITES a nachází se v řadě chráněných oblastí. V České republice je chován v Zoo Tábor.